# تینا دی لورنتسو
تینا دی لورنتسو (ایتالیایی: Tina Di Lorenzo؛ ‏ ۴ دسامبر ۱۸۷۲ – ۲۵ مارس ۱۹۳۰) بازیگر دوران سینمای صامت اهل پادشاهی ایتالیا بود.
وی در تئاتر، نقش مادام کاملیا و پاملا را ایفا می‌نمود و لباس‌هایی را می‌پوشید که توسط «لوئیجی ساپلی» طراحی شده بود. وی در سه فیلم صامت به کارگردانی الئوتریو رودولفی و ماریو کازرینی بازی کرد.